# Lambertellinia scutuloides
Lambertellinia scutuloides är en svampart som beskrevs av Korf & Lizon 1994. Lambertellinia scutuloides ingår i släktet Lambertellinia och familjen Sclerotiniaceae.   Inga underarter finns listade i Catalogue of Life.